# Ајлертен
Ајлертен (њем. Ailertchen) општина је у њемачкој савезној држави Рајна-Палатинат. Једно је од 192 општинска средишта округа Вестервалд. Према процјени из 2010. у општини је живјело 625 становника. Посједује регионалну шифру (AGS) 7143200.

## Географија
Ајлертен се налази у савезној држави Рајна-Палатинат у округу Вестервалд. Општина се налази на надморској висини од 475 метара. Површина општине износи 5,6 km².

## Становништво
У самом мјесту је, према процјени из 2010. године, живјело 625 становника. Просјечна густина становништва износи 112 становника/km².